# Team Roccat
Team Roccat (Eigenschreibweise: Team ROCCAT) ist eine E-Sport-Organisation mit Sitz in Hamburg. Sie wurde im Jahr 2007 gegründet und löste sich am 30. November 2018 auf. Das League-of-Legends-Team von Roccat ist Teilnehmer der League of Legends Championship Series gewesen.

## League of Legends
Nachdem der Hamburger Computerzubehörhersteller Roccat zunächst andere Teams finanziell unterstützte, bekundete man Ende 2013 offiziell das Interesse an einem Team, welches unter dem Namen von Roccat spielen soll.

### Startteam
Im Januar 2014 akquirierte die Roccat GmbH das für die League of Legends Championship Series qualifizierte, polnische Team Kiedyś Miałem Team und benannte es in Team ROCCAT um. Das Team bestand aus Marcin „Xaxus“ Mączka als Top-Laner, Marcin „Jankos“ Jankowski als Jungler, Remigiusz „Overpow“ Pusch als Mid-Laner, Paweł „Celaver“ Koprianiuk als ADC und Oskar „VandeR“ Bogdan als Support. 
Zum Spring Split 2016 wurde das Lineup komplett ausgetauscht. Die neuen Spieler mussten sich mit dem neunten Tabellenplatz zufriedengeben, womit man zur Teilnahme an der Relegation gezwungen war. Diese konnte mit 3:1 gegen Team Huma gewonnen werden. Zum 24. Februar 2016 verpflichtete Roccat den deutschen Coach Fabian „Grabbz“ Lohmann.
Im November 2018 wurde bekannt, dass Team Roccat nicht mehr in der League of Legends Championship Series antreten wird.

### Erfolge
Roccat schloss den
- Spring Split 2014 der LCS auf dem dritten Platz und den
- Summer Split 2014 dem nach einer Niederlage im Spiel um Platz drei gegen SK Gaming als Vierter ab.
- Die ESL Intel Extreme Masters 2014 in Köln konnte Team ROCCAT mit dem Halbfinale beenden.
- Den Spring Split 2015 beendete das Team auf einem achten Platz.
- Den Summer Split 2015 schloss das Team auf dem fünften Platz mit einer 2:3-Niederlage gegen Unicorns of Love ab.

#### Letztes Lineup
| Nat.      | Name                              | Position |
| --------- | --------------------------------- | -------- |
| Korea Sud | Kim „Profit“ Jun-hyung            | Top Lane |
| Schweden  | Jonas „Memento“ Jonas Elmarghichi | Jungle   |
| Korea Sud | Jin „Blanc“ Seong-min             | Mid Lane |
| Estland   | Martin „HeaQ“ Kordmaa             | AD-Carry |
| Norwegen  | Tore „Norskeren“ Hoel Eilertsen   | Support  |

## Weitere Disziplinen

### Counter-Strike
Die Aufnahme eines Counter-Strike-Teams war das damals erste Engagement des Hardware Herstellers im E-Sport. Die finnischen Spieler dieser Abteilung erreichten 2007 einen dritten Platz auf einem Event der Intel Extreme Masters und 2008 zweite Plätze beim DreamHack Summer 2008 und bei der NGL-One Season IV. Das letzte für Roccat spielende Team der Shooter-Serie wurde zum Jahresanfang 2016 entlassen.

### StarCraft II
Nach dem Sponsoring des StarCraft-II-Spielers Dmytro „DIMAGA“ Filipchuk 2013 und der Aufnahme des Spielers Ko „Hyun“ Seok-hyun 2014 wurde die StarCraft II-Abteilung nach dem Abgang von Dmytro „DIMAGA“ Filipchuk 2014 und dem Abgang von Ko „Hyun“ Seok-hyun zum 1. Februar 2016 stillgelegt. Ko erreichte während seiner Spielzeit bei Roccat neben mehreren Podestplätzen auf Wettbewerben der DreamHack in allen drei Saisons der nordamerikanischen StarCraft II World Championship Series des Jahres 2014 den Halbfinaleinzug, wobei der Südkoreaner die erste Saison gewann.

### Heroes of the Storm
Im Jahr 2015 hielt Roccat auch ein mit vier deutschen Spielern besetztes Team im MOBA Heroes of the Storm, welches auf den Europe Championship der Heroes of the Storm World Championship teilnahm und dort das Halbfinale erreichte. Damit verpasste das Lineup knapp die Qualifikation für das Turnier auf der BlizzCon.

## Erfolge
Die folgenden Tabellen zeigen eine Übersicht der wichtigsten Erfolge von Team Roccat aufgeteilt nach Disziplinen.

### League of Legends
| Datum     | Platz   | Turnier                     | Preisgeld |
| --------- | ------- | --------------------------- | --------- |
| Apr. 2014 | 3.      | LCS EU Spring Playoffs 2015 | 15.000 $  |
| Aug. 2014 | 4.      | LCS EU Summer Playoffs 2015 | 10.000 $  |
| Dez. 2014 | 3. – 4. | IEM Season X - Cologne      | 03.500 $  |

### Counter-Strike
| Datum      | Platz   | Turnier                                       | Preisgeld  |
| ---------- | ------- | --------------------------------------------- | ---------- |
| Okt. 2007  | 2.      | IEM Season II - Global Challenge: Los Angeles | 05.000 $   |
| Feb. 2008  | 1.      | NGL-One Season IV                             | 10.000 $   |
| März 2008  | 5. – 6. | IEM Season II - Finals                        | 05.000 $   |
| März 2008  | 1.      | ASSEMBLY Winter 2008                          | 05.000 €   |
| Juni. 2008 | 2.      | DreamHack Summer 2008                         | 25.000 SEK |

### StarCraft II
| Datum                     | Platz                     | Turnier                                        | Preisgeld                 |
| Dmytro „DIMAGA“ Filipchuk | Dmytro „DIMAGA“ Filipchuk | Dmytro „DIMAGA“ Filipchuk                      | Dmytro „DIMAGA“ Filipchuk |
| ------------------------- | ------------------------- | ---------------------------------------------- | ------------------------- |
| Juni 2013                 | 13. – 16.                 | 2013 WCS Season 1 Finals                       | 05.000 $                  |
| Ko „Hyun“ Seok-hyun       |                           |                                                |                           |
| Apr. 2014                 | 1.                        | 2014 WCS Season 1 North America Premier League | 25.000 $                  |
| Mai 2014                  | 1.                        | Fragbite Masters 2014 Spring                   | 80.000 SEK                |
| Juli 2014                 | 3. – 4.                   | 2014 WCS Season 2 North America Premier League | 07.500 $                  |
| Aug. 2014                 | 2.                        | Gfinity G3                                     | 08.000 $                  |
| Okt. 2014                 | 3. – 4.                   | 2014 WCS Season 3 North America Premier League | 07.500 $                  |
| Aug. 2015                 | 1.                        | Hell, It’s Aboot Time                          | 08.500 $                  |
| Sep. 2015                 | 2.                        | DreamHack Stockholm 2015                       | 05.000 $                  |

### Heroes of the Storm
| Datum     | Platz   | Turnier                                                          | Preisgeld |
| --------- | ------- | ---------------------------------------------------------------- | --------- |
| Sep. 2015 | 1.      | HotS World Championship 2015 - Europe Open Qualifier (September) | 12.000 $  |
| Okt. 2015 | 3. – 4. | HotS World Championship 2015 - European Championship             | 12.000 $  |